# Бериллометрия

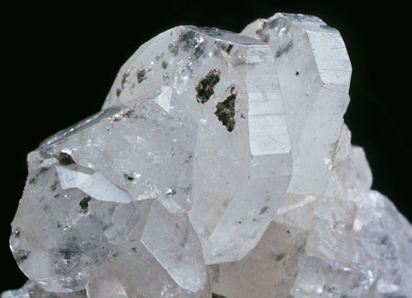
Фенакит — силикат бериллия

Бериллометри́я — наземный гамма-нейтронный метод ядерной разведочной геофизики. Основан на фотонейтронной реакции изотопов бериллия: 9Be (гамма, нейтрон) и 8Ве. Как лабораторный метод открыт в 1950-х годах советскими учёными. Главный метод при детальных поисках, разведке и отработке руд бериллия, а также камне-самоцветного сырья (изумруды, бериллы, аквамарины).